# 케어룸의료산업
케어룸의료산업 주식회사는 경상북도 경산시에 본사를 둔 의학 기기 제조업체이다.

## 역사 및 현황
2010년 6월 11일에 영남베드앤메디칼이라는 법인명으로 설립되었다.
2019년 4월 1일에 법인명을 영남베드앤메디칼에서 케어룸의료산업으로 변경하였고, 동년 8월 5일에 코넥스 시장에 상장하였다. 그러나 2022년 2월 3일에 공장부지 매입 및 공장 신축에 따른 부채 비율의 증가와 상장사 유지비용의 경비로 인한 비용의 증가로 2022년 원가 및 경비 절감에 주력하고자 상장폐지를 결정하였다.